# Funisciurus leucogenys
Funisciurus leucogenys là một loài động vật có vú trong họ Sóc, bộ Gặm nhấm. Loài này được Waterhouse mô tả năm 1842.
Loài sóc này được tìm thấy ở Bénin, Cameroon, Cộng hòa Trung Phi, Guinea Xích Đạo, Ghana, Nigeria và Togo.
Môi trường sống tự nhiên của chúng là rừng đất thấp ẩm nhiệt đới hoặc cận nhiệt đới và rừng núi ẩm nhiệt đới hoặc cận nhiệt đới.

## Phân loài
- F. l. leucogenys
- F. l. auriculatus
- F. l. oliviae